# Ōuetsu Reppan Dōmei
Ōuetsu Reppan Dōmei (奥羽越列藩同盟 Áo Vũ Việt liệt phiên đồng minh, Liên minh các phiên vùng Mutsu, Dewa và Echigo) là một liên minh quân sự-chính trị của Nhật Bản được thành lập và bị giải thể trong vài tháng từ đầu đến giữa năm 1868 trong chiến tranh Boshin. Lá cờ của liên minh là một ngôi sao năm cánh đan xen màu trắng trên nền đen, hoặc một ngôi sao năm cánh đan xen màu đen trên nền trắng. Liên minh này còn được gọi là Liên minh phương Bắc (北部同盟 Hokubu Doumei).

## Lịch sử
Đầu năm 1868, sau chiến thắng tại Toba-Fushimi và chiếm được thành Edo không mấy khó khăn, triều đình Kyoto quyết định điều động binh lực bình định vùng Đông Bắc Nhật Bản hòng dẹp tan dư đảng Mạc phủ Tokugawa nhưng đã vấp phải sức kháng cự mãnh liệt từ các phiên vùng Đông Bắc. Nguyên nhân bắt nguồn từ việc mười bốn phiên vùng Sendai và Yonezawa vùng Đông Bắc cùng nhau yêu cầu triều đình xá tội cho phiên Aizu và phản đối việc quan quân đang điều binh đến đó nhưng tân chính phủ từ khước. Khi biết rằng tiếng nói của mình bị bỏ ngoài tai, các phiên bèn tổ chức liên minh Ōuetsu Reppan Dōmei gồm 31 phiên để chống cự với quan quân.
Liên minh tập trung vào các phiên Sendai, Yonezawa và Nihonmatsu, đồng thời thu hút gần như tất cả các phiên trấn đến từ các tỉnh Mutsu và Dewa, một vài phiên trấn xứ Echigo phía bắc, nhà Hayashi phiên Jōzai cũng đưa quân tham chiến nhân danh liên minh, và thậm chí đến cả phiên Matsumae ở tận vùng Ezo xa xôi (nay là Hokkaidō) đều góp chút sức lực vào liên minh này. Liên minh thiết lập tổng hành dinh tại thành Shiroishi, người đứng đầu liên minh trên danh nghĩa là Thân vương Kitashirakawa Yoshihisa, trụ trì một thời của chùa Kan'eiji ở Edo, đã bỏ chạy lên miền bắc sau khi liên quân Satsuma–Chōshū tiếp quản thành phố, rồi tự xưng là "Thiên hoàng Tobu" (東武天皇), với phiên chủ Date Yoshikuni phiên Sendai và phiên chủ Uesugi Narinori phiên Yonezawa là người đứng đầu Liên minh. Dù mang bản chất khác thường, Liên minh được hình thành từ sự kết hợp của đội quân hiện đại và truyền thống, và huy động tổng cộng khoảng 50.000 binh sĩ. Mặc dù liên minh đã cố gắng hết sức để hỗ trợ phiên Aizu (会津藩), Aizu không chính thức là một phần của liên minh "Liên minh Kaishō" (会庄同盟); ngay cả Shōnai (庄内藩) cũng vậy. Chiến sự đã xảy ra ở vùng Đông Bắc Nhật Bản từ tháng 7 cho đến tháng 8. Tuy phiên Nagaoka tỏ ra thiện chiến nhưng kết cuộc vẫn bị quan quân đè bẹp. Tháng 9, đến phiên Aizu hàng phục. Cả vùng Đông Bắc chịu sự áp chế của quan quân, liên minh chính thức giải thể.

## Nguyên nhân thất bại
Dù liên minh là một bước đi táo bạo, sáng tạo, kết hợp đạo quân của hàng chục phiên trấn, nhưng nó không thể hoạt động hoàn toàn như một đạo quân gắn kết duy nhất chưa kể trang bị vũ khí không đồng đều, tin thần chiến đấu thấp, thiếu sự chỉ huy thống nhất, cùng với sự thất bại của hai phiên Sendai và Aizu đã khiến liên minh này cũng mau chóng tan rã khi phải đối mặt với sức tiến công hùng dũng từ quan quân vốn được tổ chức tốt, sĩ khí cao độ cùng trang bị vũ khí hiện đại hơn.

## Thành viên Ōuetsu Reppan Dōmei

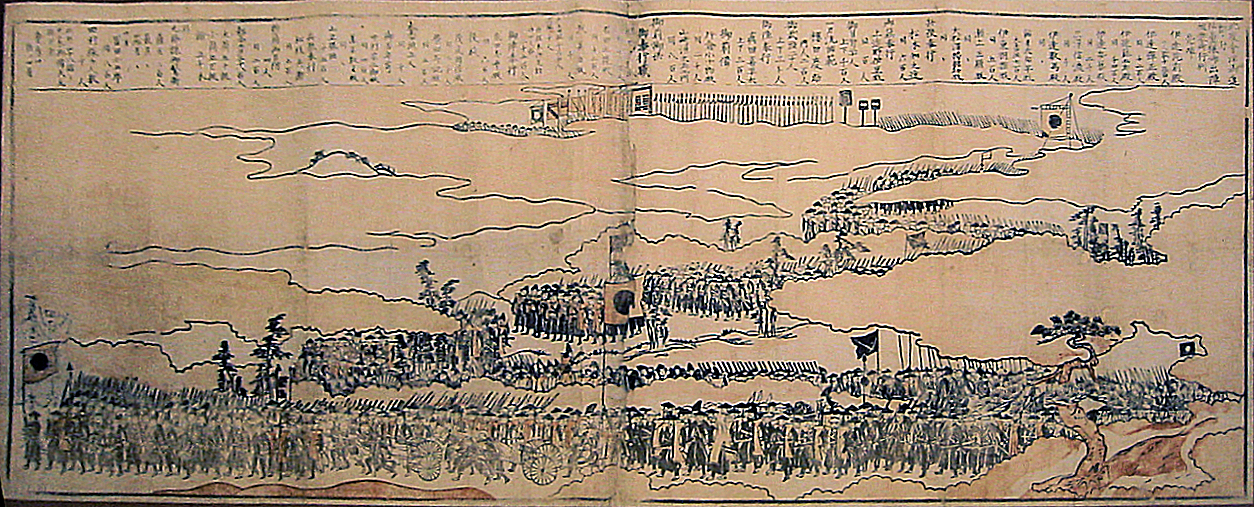
Binh lính các phiên từ Sendai, sau khi được huy động vào tháng 4, đã gia nhập Liên minh phương Bắc chống lại quân đội triều đình vào tháng 5 năm 1868.

Cờ Liên minh phương Bắc

| Phiên      | Gia tộc cai trị | Tỉnh   |
| ---------- | --------------- | ------ |
| Matsumae   | Matsumae        | Ezo    |
| Morioka    | Nanbu           | Mutsu  |
| Nihonmatsu | Niwa            | Mutsu  |
| Hirosaki   | Tsugaru         | Mutsu  |
| Tanagura   | Abe             | Mutsu  |
| Sōma       | Sōma            | Mutsu  |
| Sendai     | Date            | Mutsu  |
| Ichinoseki | Tamura          | Mutsu  |
| Miharu     | Akita           | Mutsu  |
| Iwakitaira | Andō            | Mutsu  |
| Fukushima  | Itakura         | Mutsu  |
| Moriyama   | Matsudaira      | Mutsu  |
| Izumi      | Honda           | Mutsu  |
| Hachinohe  | Nanbu           | Mutsu  |
| Yunagaya   | Naitō           | Mutsu  |
| Miike      | Tachibana       | Mutsu  |
| Akita      | Satake          | Dewa   |
| Yonezawa   | Uesugi          | Dewa   |
| Shinjō     | Tozawa          | Dewa   |
| Yamagata   | Mizuno          | Dewa   |
| Kaminoyama | Matsudaira      | Dewa   |
| Honjō      | Rokugō          | Dewa   |
| Kameda     | Iwaki           | Dewa   |
| Tendō      | Oda             | Dewa   |
| Yashima    | Ikoma           | Dewa   |
| Shibata    | Mizoguchi       | Echigo |
| Nagaoka    | Makino          | Echigo |
| Murakami   | Naitō           | Echigo |
| Muramatsu  | Hori            | Echigo |
| Mineyama   | Kyōgoku         | Echigo |
| Kurokawa   | Yanagisawa      | Echigo |